# Список плазунів Норвегії
Цей список є списком видів плазунів, спостережених на території Норвегії. Через холодний клімат у фауні Норвегії зустрічається лише сім видів плазунів: три ящірок, три змій та один вид черепах.

## Ряд Лускаті (Squamata)
Найбільший ряд плазунів. До лускатих включають змій та ящірок. Налічує понад 5 тис видів, з них у Норвегії трапляється 6 видів.

### Родина Веретільницеві (Anguidae)
| Українська назва                  | Норвезька назва | Латинська назва | Автор таксона  | Статус МСОП | Поширення у Норвегії | Зображення |
| Ряд: Лускаті (Squamata)           |                 |                 |                |             | |            |
| Родина: Веретільницеві (Anguidae) |                 |                 |                |             | |            |
| Веретільниця ламка                | Stålorm         | Anguis fragilis | Linnaeus, 1758 | LC          | У Норвегії веретільниця є звичайною у Східній та Південній Норвегії, а в Західній Норвегії поширена на північ до Бергена |            |

### Родина Ящіркові (Lacertidae)
| Українська назва              | Норвезька назва | Латинська назва  | Автор таксона     | Статус МСОП | Поширення у Норвегії                                     | Зображення |
| Ряд: Лускаті (Squamata)       |                 |                  |                   |             |                                                          |            |
| Родина: Ящіркові (Lacertidae) |                 |                  |                   |             |                                                          |            |
| Ящірка прудка                 | Sandfirfisle    | Lacerta agilis   | Linnaeus, 1758    | LC          | На крайньому південному сході поблизу кордону зі Швецією |            |
| Ящірка живородна              | Nordfirfisle    | Zootoca vivipara | von Jacquin, 1787 | LC          | Поширена по всій Норвегії                                |            |

### Родина Полозові (Colubridae)
| Українська назва              | Норвезька назва | Латинська назва     | Автор таксона  | Статус МСОП | Поширення у Норвегії       | Зображення |
| Ряд: Лускаті (Squamata)       |                 |                     |                |             |                            |            |
| Родина: Полозові (Colubridae) |                 |                     |                |             |                            |            |
| Мідянка звичайна              | Slettsnok       | Coronella austriaca | Laurenti, 1768 | LC          | На півдні досить поширений |            |

### Родина Вужеві (Natricidae)
| Українська назва            | Норвезька назва | Латинська назва | Автор таксона  | Статус МСОП | Поширення у Норвегії       | Зображення |
| Ряд: Лускаті (Squamata)     |                 |                 |                |             |                            |            |
| Родина: Вужеві (Natricidae) |                 |                 |                |             |                            |            |
| Вуж звичайний               | Buorm           | Natrix natrix   | Linnaeus, 1758 | LC          | На півдні досить поширений |            |

### Родина Гадюкові (Viperidae)
| Українська назва             | Норвезька назва | Латинська назва | Автор таксона  | Статус МСОП | Поширення у Норвегії                                                 | Зображення |
| Ряд: Лускаті (Squamata)      |                 |                 |                |             |                                                                      |            |
| Родина: Гадюкові (Viperidae) |                 |                 |                |             |                                                                      |            |
| Гадюка звичайна              | Hoggorm         | Vipera berus    | Linnaeus, 1758 | LC          | Спорадично по всій країні, найвища щільність на плато Гардангервідда |            |

## Ряд Черепахи (Testudines)
У світі відомо понад 230 видів черепах, з яких у Норвегії спостерігався один рідкісний вид.

### Родина Безщиткові черепахи (Dermochelyidae)
| Українська назва                             | Норвезька назва | Латинська назва      | Автор таксона    | Статус МСОП | Поширення у Норвегії                                                        | Зображення |
| Ряд: Черепахи (Testudines)                   |                 |                      |                  |             |                                                                             |            |
| Родина: Безщиткові черепахи (Dermochelyidae) |                 |                      |                  |             |                                                                             |            |
| Шкіряста черепаха                            | Havlærskilpadde | Dermochelys coriacea | (Vandelli, 1761) | VU          | Течія Гольфстрім заносить поодинокі особини до південно-західного узбережжя |            |